# Sid Meier’s Pirates! (2004)
Sid Meier’s Pirates! – remake gry Sid Meier’s Pirates! wydany w 2004 roku, będący połączeniem gry strategicznej, akcji i przygodowej. Twórcą gry jest Sid Meier oraz firma Firaxis Games, natomiast wydawcą Atari. Gra zachowała wiele cech ze swojej poprzedniczki, a główną zmianą jest zastosowanie grafiki 3D.

## Fabuła
Akcja rozgrywa się na XVII-wiecznych Karaibach. W grze występują historyczne miasta kolonialne, takie jak Tortuga, Hawana, Veracruz, Port Royal, czy Curaçao, należące do jednego z czterech imperiów kolonialnych: Hiszpanii, Anglii, Francji oraz Holandii. Poza tym występują też liczne mniejsze fikcyjne osady należące do jednego ze wspomnianych krajów, a także przystanie pirackie, klasztory i osady indiańskie.
Gra pozwala wcielić się w pirata, którego rodzina została porwana przez hiszpańskiego szlachcica, markiza de Montalbana, gdy bohater jeszcze był dzieckiem. Jako młody żeglarz trafia na okręt, na którym podnosi bunt i przejmuje jednostkę. Od tej pory tylko od gracza zależy jak potoczy się życie bohatera.
Gra jest nieliniowa, występowanie różnych zdarzeń i zadań zależy od gracza i od przypadku. Gracz ma możliwość m.in. handlować, napadać na inne statki, walczyć z piratami, odkrywać zaginione miasta Indian, szukać ukrytych skarbów, plądrować wrogie miasta, wykonywać misje od gubernatorów, misjonarzy, oraz ludzi spotkanych w tawernie oraz odnajdywać zaginionych członków swojej rodziny.